# 苏赫巴托尔蒙古先锋队组织
苏赫巴托尔蒙古先锋队组织是蒙古人民共和国的先锋运动组织。

## 简介
苏赫巴托尔蒙古先锋队组织是以蒙古革命及军事领袖达木丁·苏赫巴托尔的名字命名的先锋运动组织。该组织最早成立于1925年5月。其活动受蒙古革命青年团指导。1980年代末，该组织拥有约360,000名成员。其成员为10至15岁的儿童。1989年，该组织的中央委员会主席担任蒙古革命青年团的书记之一。 1990年，N. Boloramaa任该组织中央委员会主席，N. Batjargal任副主席。
如同蒙古革命青年团一样，苏赫巴托尔蒙古先锋队的任务是将儿童发动起来开展工作，并服务于蒙古人民革命党的目标。该组织主要召开有关劳动的集会，并向工作和学习进步者颁发奖牌，鼓励儿童的思想、道德及教育方面的发展。该组织还举办体育比赛、艺术评论和节日。在夏季，该组织举办夏令营，使儿童增强体质并接受教育。
该组织的中央委员会和蒙古革命青年团共同出版《Pioneriyn Unen》（先锋真理），每年出版84期。1980年代末，该出版物有175,000个订户。